# Río Ilovlia
El río Ilovlya (en ruso: Иловля) es un río localizado en la parte meridional de la Rusia europea, uno de los principales afluentes del río Don. Su longitud total es de 358 km y su cuenca drena una superficie de 9.250 km² (exactamente la misma que Chipre).
Administrativamente, el río discurre por el óblast de Sarátov y el óblast de Volgogrado de la Federación de Rusia.

## Geografía
El río Ilovlya tiene su fuente en la parte meridional de los Altos del Volga, en el óblast de Sarátov, a menos de 100 km al sur de la ciudad de Sarátov (873.055 hab. en 2002). El río discurre en dirección predominantemente Suroeste, con un curso típico de ríos de llanura, con muchas curvas y meandros. 
Abandona muy pronto Saratov para adentrarse en el óblast de Volgogrado, manteniendo siempre la misma dirección Suroeste, y discurriendo paralelo por el Oeste al cauce del río Volga, a una distancia mínima de unos 15 km en su nacimiento y unos 60 en su desembocadura. El río pasa por las localidades de Petrov Val (14.721 hab.), Ol'hovka, Solodca y, casi en la boca, Ilovlya. Desemboca, después de 358 km, por la izquierda en el río Don, al poco de que éste haya recibido al río Medveditsa, aguas abajo de Serafimovič (9.939 hab.) y poco antes de Kačalino. 
El río Ilovlya discurre por una zona bastante árida y es alimentado principalmente por el deshielo. Está congelado de diciembre a marzo, con una subida muy importante de sus aguas en abril y mayo. No tiene un caudal muy elevado para su cuenca, siendo de unos 9,6 m³/s de media.

## Historia
En la época en que se usaban los ríos para colonizar esta región rusa, en el río Ilovlya se realizaba un portaje (traslado por tierra de las embarcaciones) para enlazar el río Don y el río Volga, uniendo el mar de Azov y el mar Caspio.